# Illinois Woman Suffrage Association
Illinois Woman Suffrage Association (IWSA) var en organisation för kvinnors lika rättigheter i delstaten Illinois i USA, verksam mellan 1869 och 1920.  Den fick senare namnet Illinois Equal Suffrage Association (IESA).
Det var delstatens lokalförening för den nationella rösträttsföreningen National American Woman Suffrage Association (NAWSA). Syftet var att verka för införandet av rösträtt för kvinnor. 